# August Aleksander Czartoryski
August Aleksander Czartoryski (9. listopadu 1697 Varšava – 4. dubna 1782 Varšava) byl polský šlechtic a politik. Dlouhodobě patřil k vlivným osobnostem za vlády Augusta II. a Augusta III., zastával řadu čestných úřadů a byl také vysokým důstojníkem několika armád.

## Život

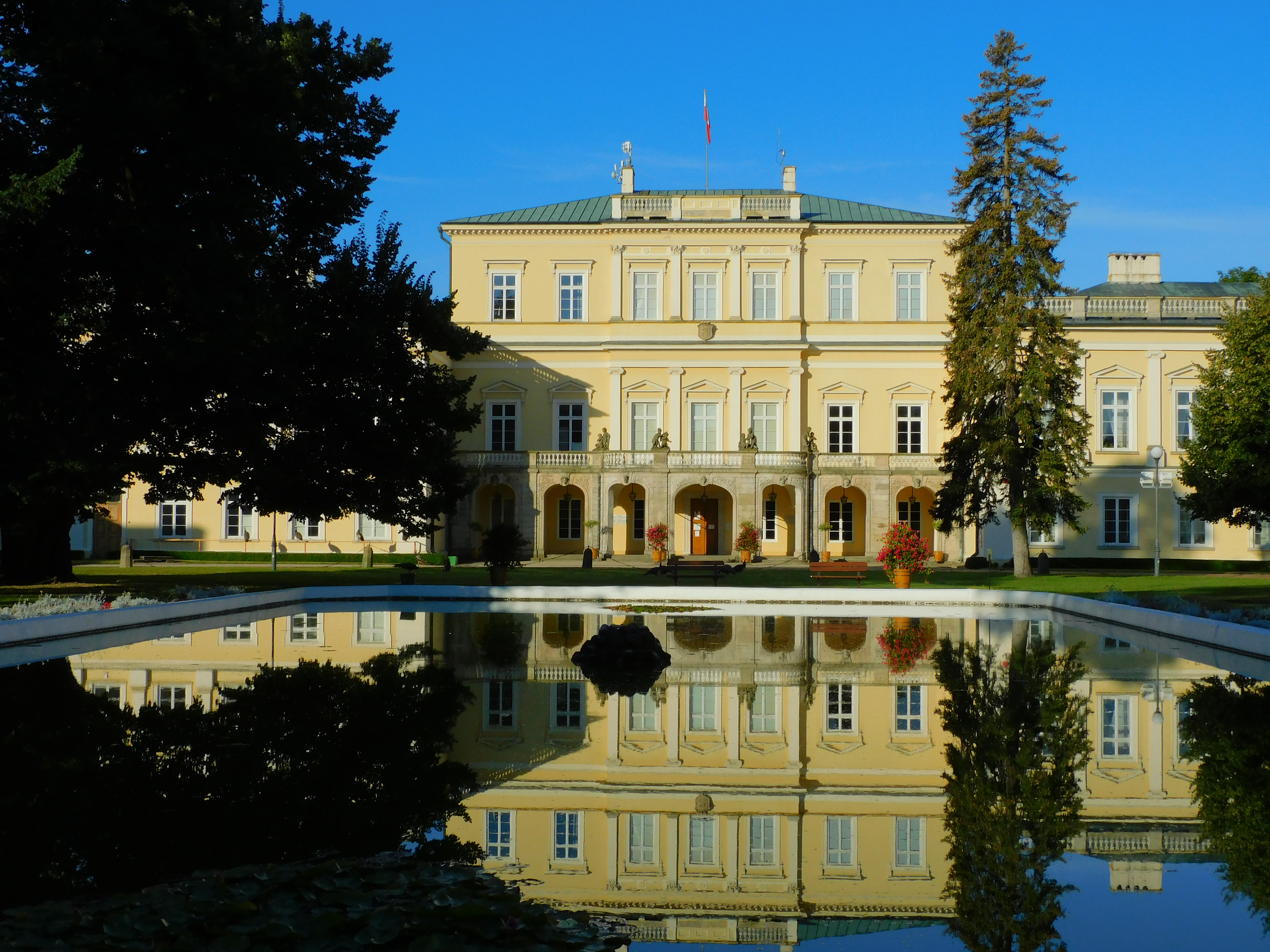
Zámek Puławy

Pocházel z významného polského šlechtického rodu Czartoryských, narodil se jako mladší syn knížete Kaziemerze Czartoryského (1674–1741), litevského kancléře, a jeho manželky Izabely, rozené Morsztynowny (1671–1758). Vyrůstal ve Varšavě a pod dohledem matky se mu dostalo pečlivého vzdělání, které završil kavalírskou cestou po Evropě. Po roce 1715 navštívil Francii, německé země a krátce studoval v Římě. Poté vstoupil do Maltézského řádu a v řádovém loďstvu se zúčastnil bojů o ostrov Korfu. Poté sloužil v císařské armádě a pod velením prince Evžena Savojského bojoval ve válce s Tureckem, zúčastnil se obléhání Bělehradu a dosáhl hodnosti plukovníka. Po sporech s Evženem Savojským císařskou armádu opustil, vrátil se do Polska a aktivně se zapojil do politiky. Jako maltézský rytíř hájil majetkové zájmy řádu v Polsku a Litvě. Mezitím se dostal do přízně krále Augusta II., v roce 1729 byl povýšen do hodnosti generálmajora polské armády a v roce 1731 se stal vojevodou Ruského vojvodství. Při návštěvě Drážďan v roce 1736 se stal jedním z prvních nositelů Vojenského řádu sv. Jindřicha. V letech 1750–1758 byl generálním starostou Podolí. Byl starostou Varšavy, Kościerzyny, Lubochnie, Kaluše, Latowicze, Ludzy, Wąwolnice, Kupiski a Pieniańu.

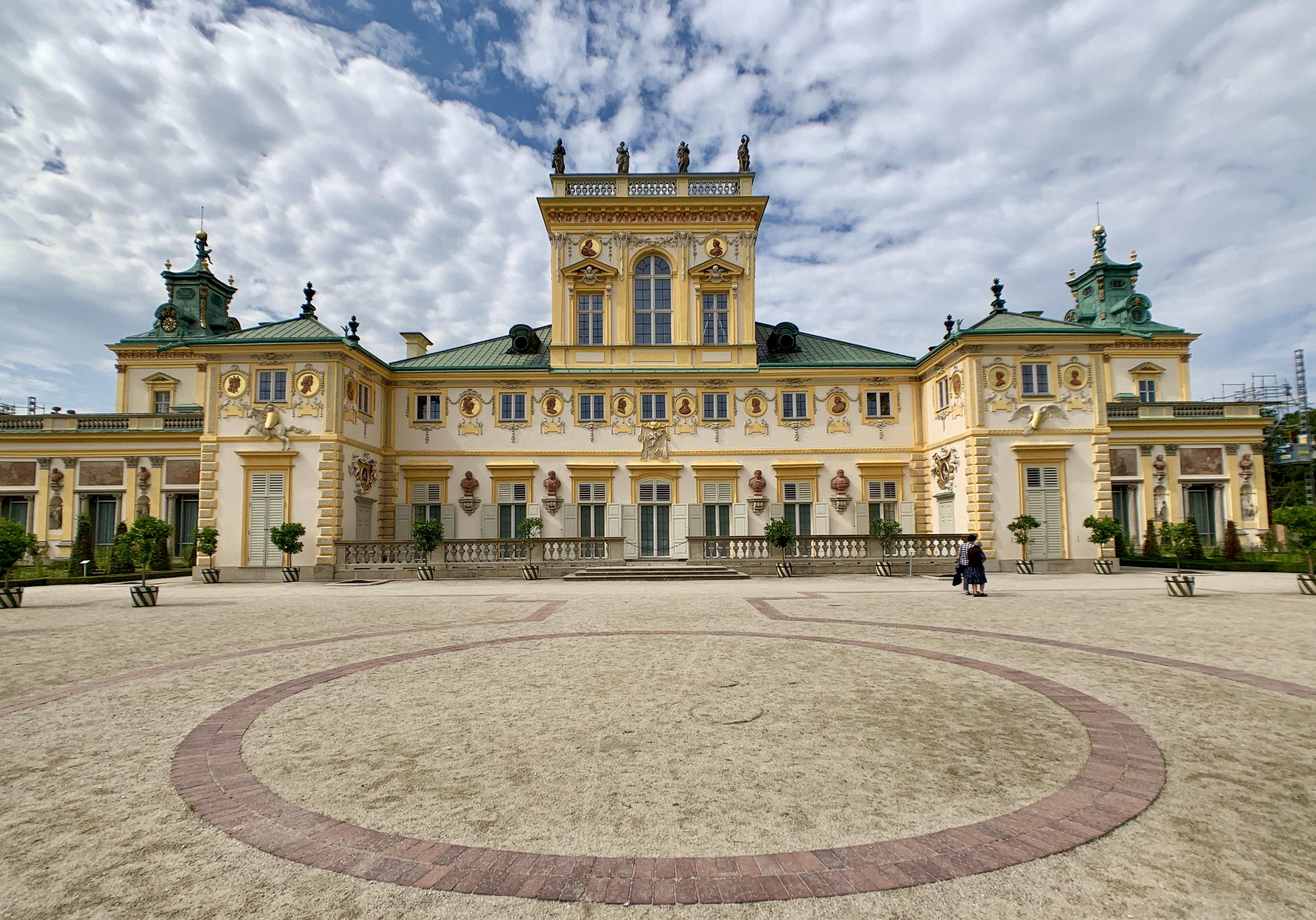
Wilanowský palác ve Varšavě

Během války o polské dědictví podporoval Stanislava I. Leszczyńského. Za vlády Augusta III. byl se svým bratrem Michalem vůdcem Familie. Během interregna v letech 1763 až 1764 usiloval o polskou korunu pro sebe, později pro svého syna Adama Kazimierze. Od roku 1764 do roku 1766 byl maršálem Generální konfederace (polsky: konfederacja generalna), od roku 1764 komandérem pro korunu. Za republiky byl zastáncem politických reforem a odpůrcem Radomské konfederace. Po volbě krále Stanislava Augusta Poniatowského jeho vliv poklesl, i když příležitostně nadále veřejně vystupoval. Osobní i politické zájmy hájil například při návštěvě Ruska u dvora carevny Kateřiny II. Své aktivity výrazně omezil až po úmrtí manželky (1771) a staršího bratra (1775).
Princ August měl konfliktní až nesnášenlivou povahu a jednání s ním byla pro politické oponenty velmi náročná. Zároveň ale proslul jako mimořádně vzdělaná osobnost s řadou kulturních zájmů. Zajímal se především o literaturu, nakupoval knihy po celé Evropě a v jeho knihovně se objevila například díla francouzských osvícenců (Voltaire, Montesqieu). Celoživotně také využíval kontakty získané v mládí během cest po Evropě a služby v armádě Evžena Savojského. Kromě politiky se pečlivě věnoval i správě rodového majetku, který značně rozšířil sňatkem. Na hospodaření svých statků osobně dohlížel a dokázal splatit vysoké dluhy z doby předchozích majitelů. Jeho hlavním sídlem byl Wilanowský palác ve Varšavě. Oblíbil si také sídla získaná sňatkem (Puławy, Berežany).

## Rodina

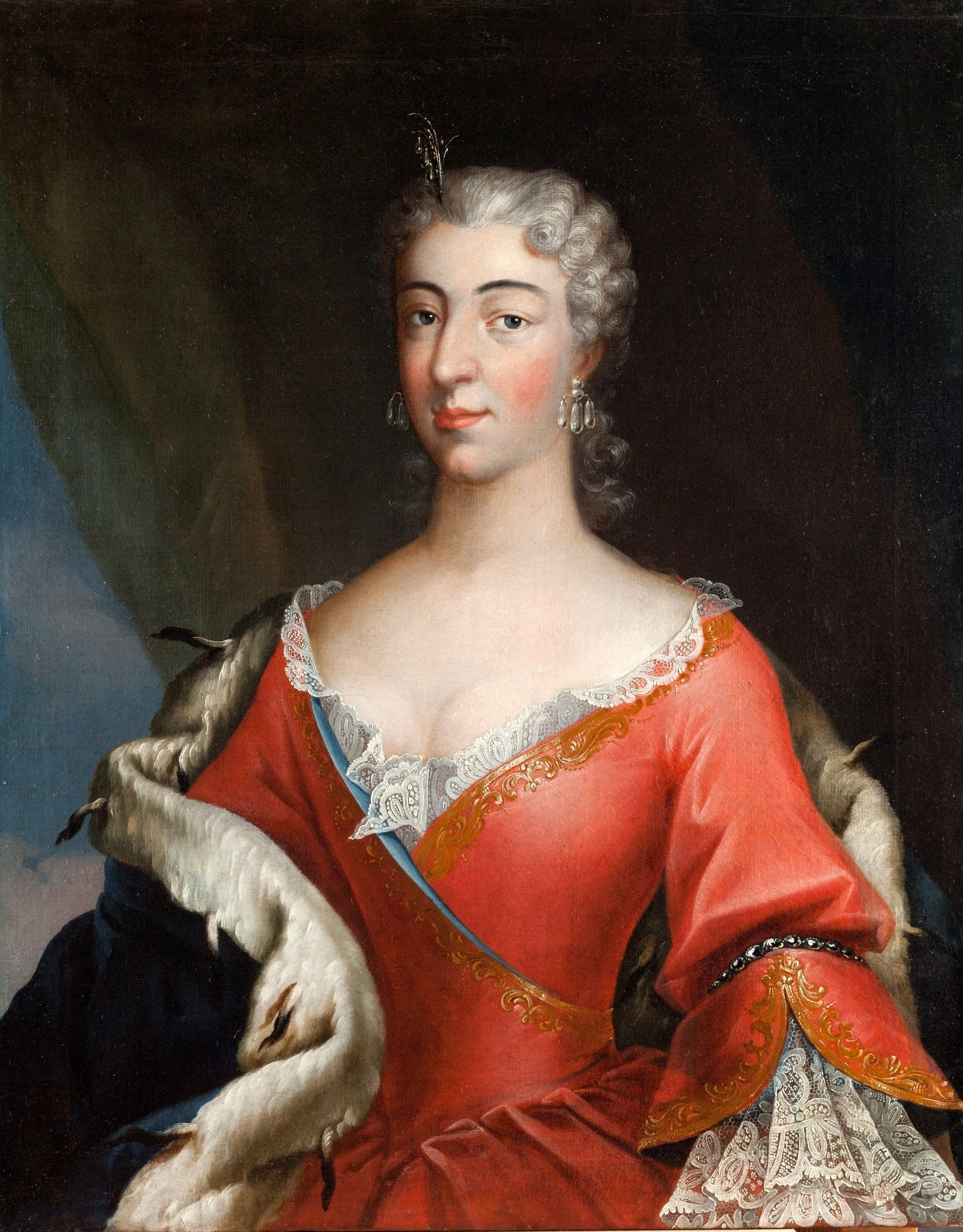
Manželka Maria Zofia Czartoryská, rozená Sieniawska (1699–1771)

Jeho manželkou byla hraběnka Maria Zofia, rozená hraběnka Sieniawska (1699–1771), vdova po litevském nejvyšším lovčím a guvernérovi Polocku hraběti Stanislavu Arnoštovi Dönhoffovi (1673–1728). Uzavření sňatku s Czartoryskim předcházely dvouleté námluvy, protože Maria Zofia byla po matce a prvním manželovi dědičkou obrovského majetku a měla řadu nápadníků z řad nejvyšší evropské šlechty. Její majetek zahrnoval 35 měst a 235 vesnic, hodnota byla odhadnuta na 45 miliónů zlotých. Manželství s Czartoryskim svým vlivem podpořil král August II. a sňatek byl uzavřen 17. července 1731 ve Varšavě. Z manželství se narodili tři potomci, pokračovatelem rodu byl starší syn Adam Kazimierz (1734–1823), který vynikl v různých sférách veřejného života a mimo jiné byl polním maršálem císařské armády. Mladší syn Stanislav (1740–1747) zemřel v dětství. Dcera Elżbieta (1736–1816) byla manželkou významného politika knížete Stanislava Lubomirského (1722–1782).

## Ocenění
- Rytíř Řádu bílé orlice 1731
- Vojenský řád sv. Jindřicha 1736
- Rytíř Řádu sv. Stanislava
- Řád sv. Ondřeje

## Vývod z předků
|                             |                                   |  |                        |                                        |  |  |  |  |  |  |  | Jerzy Czartoryski |
|                             |                                   |  |                        |                                        |  |  |  |  |  |  |  |                   |
|                             | Mikołaj Jerzy Czartoryski         |  |                        |                                        |  |  |  |  |  |  |  |                   |
|                             |                                   |  |                        |                                        |  |  |  |  |  |  |  |                   |
|                             |                                   |  |                        | Izabela Aleksandra Wiśniowiecka        |  |  |  |  |  |  |  |                   |
|                             |                                   |  |                        |                                        |  |  |  |  |  |  |  |                   |
|                             | Michał Jerzy Czartoryski          |  |                        |                                        |  |  |  |  |  |  |  |                   |
|                             |                                   |  |                        |                                        |  |  |  |  |  |  |  |                   |
|                             |                                   |  |                        | Joachim Korecki                        |  |  |  |  |  |  |  |                   |
|                             |                                   |  |                        |                                        |  |  |  |  |  |  |  |                   |
|                             | Izabela Korecká                   |  |                        |                                        |  |  |  |  |  |  |  |                   |
|                             |                                   |  |                        |                                        |  |  |  |  |  |  |  |                   |
|                             |                                   |  |                        | Anna Chodkiewiczová                    |  |  |  |  |  |  |  |                   |
|                             |                                   |  |                        |                                        |  |  |  |  |  |  |  |                   |
|                             | Kazimierz Czartoryski             |  |                        |                                        |  |  |  |  |  |  |  |                   |
|                             |                                   |  |                        |                                        |  |  |  |  |  |  |  |                   |
|                             |                                   |  |                        | Adam Olędzki                           |  |  |  |  |  |  |  |                   |
|                             |                                   |  |                        |                                        |  |  |  |  |  |  |  |                   |
|                             | Tomasz Olędzki                    |  |                        |                                        |  |  |  |  |  |  |  |                   |
|                             |                                   |  |                        |                                        |  |  |  |  |  |  |  |                   |
|                             |                                   |  |                        |                                        |  |  |  |  |  |  |  |                   |
|                             |                                   |  |                        |                                        |  |  |  |  |  |  |  |                   |
|                             | Joanna Weronika Olędzká           |  |                        |                                        |  |  |  |  |  |  |  |                   |
|                             |                                   |  |                        |                                        |  |  |  |  |  |  |  |                   |
|                             |                                   |  |                        | Stefan Dobrogost Grzybowski            |  |  |  |  |  |  |  |                   |
|                             |                                   |  |                        |                                        |  |  |  |  |  |  |  |                   |
|                             | Anna Grzybowská                   |  |                        |                                        |  |  |  |  |  |  |  |                   |
|                             |                                   |  |                        |                                        |  |  |  |  |  |  |  |                   |
|                             |                                   |  |                        |                                        |  |  |  |  |  |  |  |                   |
|                             |                                   |  |                        |                                        |  |  |  |  |  |  |  |                   |
| August Alexandr Czartoryski |                                   |  |                        |                                        |  |  |  |  |  |  |  |                   |
|                             |                                   |  |                        |                                        |  |  |  |  |  |  |  |                   |
|                             |                                   |  | Krzysztof Morsztyn Sr. |                                        |  |  |  |  |  |  |  |                   |
|                             |                                   |  |                        |                                        |  |  |  |  |  |  |  |                   |
|                             | Andrzej Morsztyn                  |  |                        |                                        |  |  |  |  |  |  |  |                   |
|                             |                                   |  |                        |                                        |  |  |  |  |  |  |  |                   |
|                             |                                   |  |                        |                                        |  |  |  |  |  |  |  |                   |
|                             |                                   |  |                        |                                        |  |  |  |  |  |  |  |                   |
|                             | Jan Andrzej Morsztyn              |  |                        |                                        |  |  |  |  |  |  |  |                   |
|                             |                                   |  |                        |                                        |  |  |  |  |  |  |  |                   |
|                             |                                   |  |                        | Kazimierz Czartoryski                  |  |  |  |  |  |  |  |                   |
|                             |                                   |  |                        |                                        |  |  |  |  |  |  |  |                   |
|                             |                                   |  |                        |                                        |  |  |  |  |  |  |  |                   |
|                             |                                   |  |                        |                                        |  |  |  |  |  |  |  |                   |
|                             |                                   |  |                        | Izabela Alžběta Morsztynová            |  |  |  |  |  |  |  |                   |
|                             |                                   |  |                        |                                        |  |  |  |  |  |  |  |                   |
|                             | Izabela Alžběta Morsztynová       |  |                        |                                        |  |  |  |  |  |  |  |                   |
|                             |                                   |  |                        |                                        |  |  |  |  |  |  |  |                   |
|                             |                                   |  |                        | George Gordon, 1. markýz z Huntly      |  |  |  |  |  |  |  |                   |
|                             |                                   |  |                        |                                        |  |  |  |  |  |  |  |                   |
|                             | George Gordon, 2. markýz z Huntly |  |                        |                                        |  |  |  |  |  |  |  |                   |
|                             |                                   |  |                        |                                        |  |  |  |  |  |  |  |                   |
|                             |                                   |  |                        | Henrietta Stewartová                   |  |  |  |  |  |  |  |                   |
|                             |                                   |  |                        |                                        |  |  |  |  |  |  |  |                   |
|                             | Catherine Gordonová               |  |                        |                                        |  |  |  |  |  |  |  |                   |
|                             |                                   |  |                        |                                        |  |  |  |  |  |  |  |                   |
|                             |                                   |  |                        | Archibald Campbell, 7. hrabě z Argyllu |  |  |  |  |  |  |  |                   |
|                             |                                   |  |                        |                                        |  |  |  |  |  |  |  |                   |
|                             | Anne Campbellová                  |  |                        |                                        |  |  |  |  |  |  |  |                   |
|                             |                                   |  |                        |                                        |  |  |  |  |  |  |  |                   |
|                             |                                   |  |                        | Agnes Douglasová z Argyllu             |  |  |  |  |  |  |  |                   |
|                             |                                   |  |                        |                                        |  |  |  |  |  |  |  |                   |